# Mistrzostwa Świata w Saneczkarstwie na Torach Naturalnych 2023
24. Mistrzostwa świata w saneczkarstwie na torach naturalnych 2023 odbyły się w dniach 10-12 lutego we włoskim Deutschnofen (pierwotnie zawody miały się odbyć w rumuńskim Watra Dorna). Rozegrane zostały cztery konkurencje: jedynki kobiet, jedynki mężczyzn, dwójki oraz zawody drużynowe.

## Terminarz
| Data              | Miejscowość  | Konkurencja      | Złoto                                         | Srebro                                     | Brąz                                |
| ----------------- | ------------ | ---------------- | --------------------------------------------- | ------------------------------------------ | ----------------------------------- |
| 11-12 lutego 2023 | Deutschnofen | Jedynki kobiet   | Evelin Lanthaler                              | Greta Pinggera                             | Tina Unterberger                    |
| 11-12 lutego 2023 | Deutschnofen | Jedynki mężczyzn | Alex Gruber                                   | Michael Scheikl                            | Thomas Kammerlander                 |
| 11 lutego 2023    | Deutschnofen | Dwójki mężczyzn  | Włochy Patrick Lambacher · Matthias Lambacher | Włochy Patrick Pigneter · Florian Clara    | Słowenia Matevs Vertelj · Vid Kralj |
| 12 lutego 2023    | Deutschnofen | Drużynowe        | Włochy Evelin Lanthaler · Alex Gruber         | Austria Tina Unterberger · Michael Scheikl | Niemcy Lisa Walch · Vincent Streit  |

## Wyniki

### Jedynki kobiet
- Data: 11-12 lutego 2023

| Medal | Zawodniczka        | Narodowość | 1. zjazd | 2. zjazd | 3. zjazd | Czas    | Strata  |
| ----- | ------------------ | ---------- | -------- | -------- | -------- | ------- | ------- |
|       | Evelin Lanthaler   | Włochy     | 55,49    | 55,13    | 55,21    | 2:45,83 | -       |
|       | Greta Pinggera     | Włochy     | 55,78    | 55,70    | 55,88    | 2:47,36 | + 1,53  |
|       | Tina Unterberger   | Austria    | 55,70    | 56,03    | 55,99    | 2:47,72 | + 1,89  |
| 4.    | Daniela Mittermair | Włochy     | 56,27    | 56,40    | 55,90    | 2:48,57 | + 2,74  |
| 5.    | Lisa Walch         | Niemcy     | 56,21    | 56,52    | 56,42    | 2:49,15 | + 3,32  |
| 6.    | Michelle Diepold   | Austria    | 56,01    | 56,75    | 56,47    | 2:49,23 | + 3,40  |
| 7.    | Jenny Castiglioni  | Włochy     | 56,85    | 57,73    | 57,10    | 2:51,68 | + 5,85  |
| 8.    | Nadine Staffler    | Włochy     | 57,61    | 57,37    | 56,90    | 2:51,88 | + 6,05  |
| . . . |                    |            |          |          |          |         |         |
| 12.   | Julia Płowy        | Polska     | 1:01,75  | 1:01,47  | 1:00,30  | 3:03,52 | + 17,69 |
| 15.   | Paulina Lipińska   | Polska     | 1:07,96  | 1:05,08  | 1:05,78  | 3:18,82 | + 32,99 |

### Jedynki mężczyzn
- Data: 11-12 lutego 2023

| Medal | Zawodniczka         | Narodowość | 1. zjazd | 2. zjazd | 3. zjazd | Czas    | Strata |
| ----- | ------------------- | ---------- | -------- | -------- | -------- | ------- | ------ |
|       | Alex Gruber         | Włochy     | 54,55    | 54,75    | 54,68    | 2:43,98 | -      |
|       | Michael Scheikl     | Austria    | 54,75    | 54,52    | 55,02    | 2:44,29 | + 0,31 |
|       | Thomas Kammerlander | Austria    | 54,73    | 54,69    | 54,88    | 2:44,30 | + 0,32 |
| 4.    | Patrick Pigneter    | Włochy     | 54,44    | 54,81    | 55,17    | 2:44,42 | + 0,44 |
| 5.    | Fabian Brunner      | Włochy     | 55,08    | 54,89    | 54,90    | 2:44,87 | + 0,89 |
| 6.    | Florian Clara       | Włochy     | 54,97    | 54,97    | 54,97    | 2:44,91 | + 0,93 |
| 7.    | Stefan Federer      | Szwajcaria | 55,38    | 55,44    | 55,72    | 2:46,54 | + 2,56 |
| 8.    | Florian Markt       | Austria    | 56,05    | 56,15    | 56,24    | 2:48,44 | + 4,46 |
| . . . |                     |            |          |          |          |         |        |
| 29.   | Nikolas Dawidowski  | Polska     | 1:16,68  | 1:14,60  | -        | 2:31,28 | -      |
| 30.   | Konrad Płonka       | Polska     | 1:17,50  | 1:16,41  | -        | 2:33,91 | -      |

### Dwójki mężczyzn
- Data: 11 lutego 2023

| Medal | Zawodnicy                                | Narodowość | 1. zjazd | 2. zjazd | Czas    | Strata  |
| ----- | ---------------------------------------- | ---------- | -------- | -------- | ------- | ------- |
|       | Patrick Lambacher Matthias Lambacher     | Włochy     | 59,30    | 58,62    | 1:57,92 | -       |
|       | Patrick Pigneter Florian Clara           | Włochy     | 59,34    | 58,86    | 1:58,20 | + 0,28  |
|       | Matevs Vertelj Vid Kralj                 | Słowenia   | 1:01,25  | 1:01,53  | 2:02,78 | + 4,86  |
| 4.    | Anton Gruber Genetti Hannes Unterholzner | Włochy     | 1:03,55  | 1:01,83  | 2:05,38 | + 7,46  |
| 5.    | Gabriel Halcin Dominik Neupauer          | Słowacja   | 1:03,50  | 1:02,82  | 2:06,32 | + 8,40  |
| 6.    | Tomáš Hašek Dawid Rydl                   | Czechy     | 1:13,28  | 1:07,15  | 2:20,43 | + 22,51 |
| 7.    | Konrad Płonka Nikolas Dawidowski         | Polska     | 1:26,17  | 1:21,74  | 2:47,91 | + 49,99 |

### Drużynowe
- Data: 12 lutego 2023

| Medal | Zawodnicy                        | Narodowość        | Czas    |
| ----- | -------------------------------- | ----------------- | ------- |
|       | Evelin Lanthaler/Alex Gruber     | Włochy            | 1:53,99 |
|       | Tina Unterberger/Michael Scheikl | Austria           | 1:54,96 |
|       | Lisa Walch/Vincent Streit        | Niemcy            | 1:58,65 |
| 4.    | Meta Mekina/Žiga Kralj           | Słowenia          | 2:00,13 |
| 5.    | Katie Cookman/Torrey Cookman     | Stany Zjednoczone | 2:08,48 |
| 6.    | Julia Płowy/Nikolas Dawidowski   | Polska            | 2:16,64 |
| 7.    | Juri Mizuno/Shohei Tanaka        | Szwajcaria        | 3:05,14 |

## Klasyfikacja medalowa
| Miejsce | Państwo  | złoto | srebro | brąz | Razem |
| ------- | -------- | ----- | ------ | ---- | ----- |
| 1.      | Włochy   | 4     | 2      | 0    | 6     |
| 2.      | Austria  | 0     | 2      | 2    | 4     |
| 3.      | Słowenia | 0     | 0      | 1    | 1     |
| =       | Niemcy   | 0     | 0      | 1    | 1     |

## Mistrzostwa Świata U-23
Medaliści rozegranych jednocześnie mistrzostw świata do lat 23.
| Konkurencja      | Złoto                               | Srebro                                            | Brąz                                       |
| ---------------- | ----------------------------------- | ------------------------------------------------- | ------------------------------------------ |
| Jedynki kobiet   | Daniela Mittermair                  | Lisa Walch                                        | Jenny Castiglioni                          |
| Jedynki mężczyzn | Fabian Brunner                      | Miguel Brugger                                    | Žiga Kralj                                 |
| Dwójki           | Słowenia Matevs Vertelj · Vid Kralj | Włochy Anton Gruber Genetti · Hannes Unterholzner | Słowacja Gabriel Halcin · Dominik Neupauer |